# ناویا شیبامورا
ناویا شیبامورا (انگلیسی: Naoya Shibamura؛ زادهٔ ۱۱ سپتامبر ۱۹۸۲) بازیکن فوتبال اهل ژاپن است.
از باشگاه‌هایی که در آن بازی کرده‌است می‌توان به باشگاه فوتبال ونتسپیلس، باشگاه فوتبال بخارا، باشگاه فوتبال پاختاکور تاشکند، و باشگاه فوتبال آویسپا فوکوئوکا اشاره کرد.